# Slowly We Rot
Slowly We Rot ist das Debütalbum der US-amerikanischen Death-Metal-Band Obituary. Es erschien im Juni 1989 bei Roadrunner Records.

## Entstehung
Nachdem Bands wie Possessed und Death Vorreiter gewesen waren, erlebte der Death Metal Ende der 1980er-Jahre in den USA zunehmend einen Aufschwung. Obituarys Debüt Slowly We Rot war zugleich die erste namhafte Produktion von Scott Burns in den Morrisound Studios, die in der Folgezeit von Death- und Thrash-Metal-Bands häufig frequentiert wurden. Für Slowly We Rot wurden, noch unter dem Namen Xecutioner, nur vier Stücke im Morrisound-Studio neu eingespielt. Die übrigen waren bereits auf einem Sampler namens Raging Death erschienen. Erst kurz vor der Veröffentlichung benannte sich die Band um.

## Rezeption
In der damaligen Ausgabe des Magazins Rock Hard verglich Götz Kühnemund den Gesang John Tardys mit dem Chuck Schuldiners. Er kritisierte jedoch Riffs und Liedstrukturen als nur gelegentlich gelungen und empfahl die Band nur „dem härtesten Teil“ der Leserschaft. Er vergab 7,5 von zehn Punkten. Jason Birchmeier von Allmusic nannte Slowly We Rot „historisch bedeutsam“ und eine Blaupause für eine Generation kommender Death-Metal-Bands. Zwar sei die Produktion von Scott Burns noch nicht so kristallklar wie auf späteren Alben, doch seien dies die frühen Tage gewesen und die Budgets sehr niedrig. Er vergab vier von fünf Sternen.

## Titelliste
1. Internal Bleeding – 3:01
2. Godly Beings – 1:55
3. ’Til Death – 3:56
4. Slowly We Rot – 3:36
5. Immortal Visions – 2:25
6. Gates to Hell – 2:49
7. Words of Evil – 1:55
8. Suffocation – 2:35
9. Intoxicated – 4:40
10. Deadly Intentions – 2:09
11. Bloodsoaked – 3:11
12. Stinkupuss – 2:59

Die Texte stammen von John Tardy, die Musik von Obituary.